# 徐燿
徐燿（17世紀—17世紀），字韫生，號蓼莪，南直隸揚州府泰州人，明朝政治人物。

## 生平
徐燿是天啟四年（1624年）甲子科應天鄉試舉人，崇禎四年（1631年）成進士，獲授龍溪知縣，剿滅海盜劉香老有功；之後歷任禮科都給事中、僉都御史，當時泰州徵收鳳米萬石，人民苦不堪言，他就上疏請求豁免，死後追贈副都御史。

## 引用
1. 1 2  道光《泰州志·卷二十三·人物 事績》：徐燿，字蓼莪，崇禎元年進士，知福建龍溪縣，剿海寇劉香老有功，厯給事、僉都御史，時泰州飛派鳳米萬石，民苦之，燿特疏豁免，卒贈副都御史。 府志，參雍正府志
2. ↑  道光《泰州志》·卷十五·選舉表上：舉人……徐燿 天啟甲子科，見進士